# Raymond Cannon
Pour les articles homonymes, voir Cannon.
Raymond Cannon, ne le 1er septembre 1892 et mort le 7 juin 1977, est un acteur, réalisateur et scénariste américain. Il a notamment travaillé avec D. W. Griffith et Buster Keaton.

## Filmographie

### Acteur

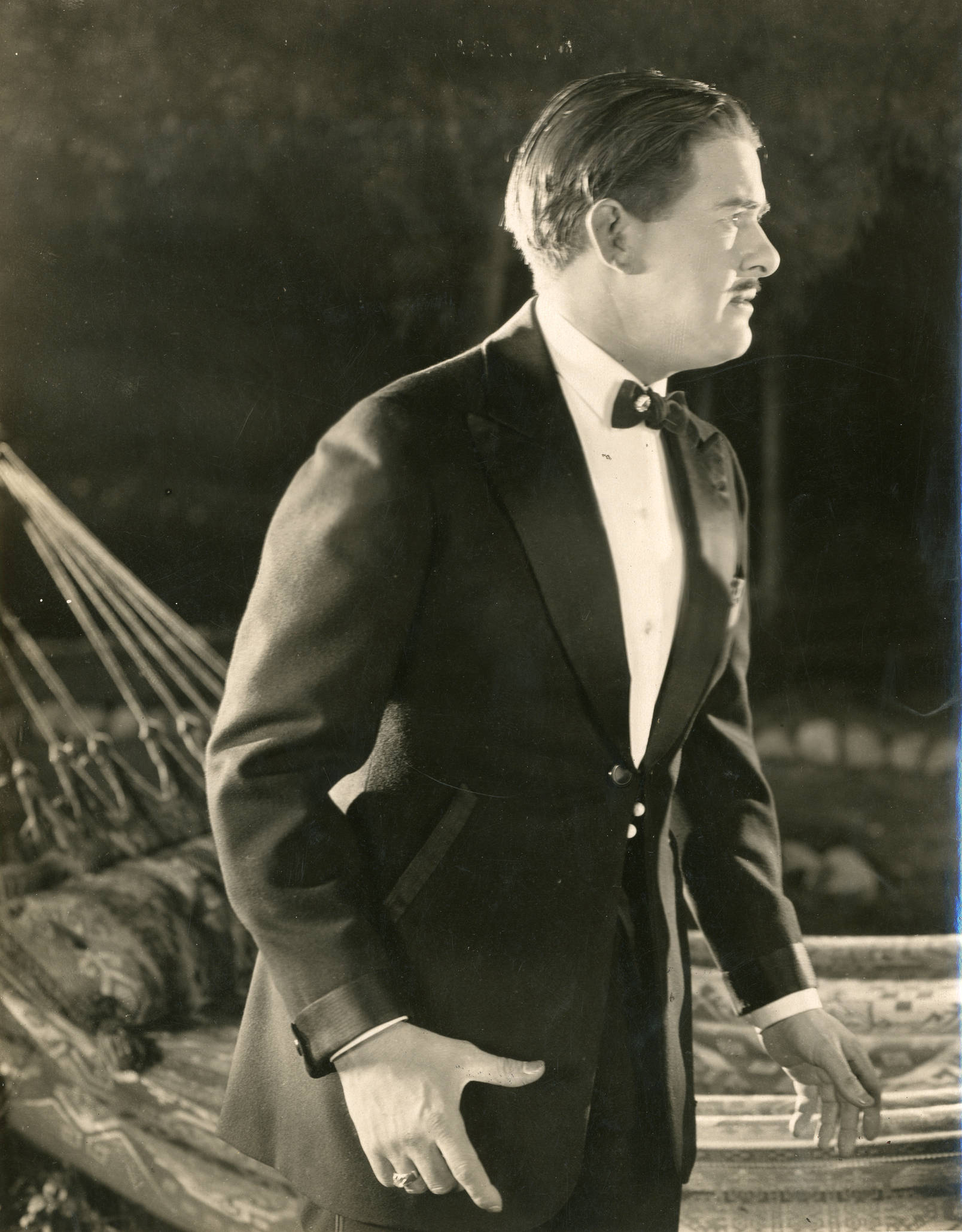
Raymond Cannon dans un film muet en 1922.

- 1913 :  Les Aventures de Kathlyn  (The Adventures of Kathlyn) de Francis J. Grandon
- 1919 : Boots  : le chauffeur
- 1919 : Le Pauvre Amour (True Heart Susie) de D. W. Griffith : Sporty Malone
- 1919 : Nugget Nell  : The City Chap
- 1919 : Nobody Home de Elmer Clifton : Crandall Park
- 1919 : Turning the Tables : Monty Feverill
- 1920 : Mary Ellen Comes to Town  : 'Beauty' Bender
- 1921 : Chickens  : Willie Figg
- 1921 : Penny of Top Hill Trail  : Jo Gary
- 1922 : The Unfoldment : Jack Nevin
- 1922 : Watch Your Step  : Lon Kimball
- 1922 : His Back Against the Wall  : Jimmy Boyle
- 1923 : Mary of the Movies de John McDermott : Oswald Tate
- 1923 : The Printer's Devil de William Beaudine : Alec Sperry

### Réalisateur
- 1928 : Red Wine
- 1929 : Joy Street
- 1929 : Why Leave Home?
- 1930 : Taking Ways
- 1930 : Ladies Must Play
- 1930 : The Victim
- 1931 : Swanee River
- 1931 : Night Life in Reno
- 1933 : Hotel Variety
- 1937 : The Outer Gate
- 1938 : Swing It, Sailor!
- 1945 : Samurai

### Scénariste
- 1924 : The Yankee Consul
- 1924 : Never Say Die
- 1925 : Introduce Me  (histoire)
- 1925 : Go West (scénario)
- 1926 : The Carnival Girl  (titres & histoire)
- 1926 : The Whole Town's Talking (adaptation et scénario)
- 1927 : Taxi! Taxi! (adaptation)
- 1927 : Le Champion improvisé (Fast and Furious  (adaptation)
- 1927 : The Rejuvenation of Aunt Mary
- 1927 : The Broncho Buster
- 1928 : Épouvante (Something Always Happens)
- 1928 : Red Wine
- 1929 : Joy Street
- 1930 : Taking Ways
- 1930 : Imagine My Embarrassment (court-métrage)
- 1935 : Old Age Pension
- 1935 : My Girl Sally
- 1935 : His Last Fling
- 1935 : Bring 'Em Back a Lie
- 1935 : Tailspin Tommy in The Great Air Mystery
- 1945 : Samurai